# ماوريسيو روجاس
ماوريسيو روجاس (بالإسبانية: Mauricio Rojas)‏ هو اقتصادي وسياسي تشيلي وسويدي، ولد في 28 يونيو 1950 في سانتياغو في تشيلي. حزبياً، نشط في حزب الشعب الليبرالي (2004 – ). وقد انتخب عضو البرلمان السويدي ‏ عن دائرة Stockholm County (Riksdag constituency) ‏ (6 أكتوبر 2006 – 10 نوفمبر 2008) وانتخب Minister of Culture and the Arts ‏ (9 أغسطس 2018 – 13 أغسطس 2018) وانتخب عضو البرلمان السويدي ‏ عن دائرة Stockholm County (Riksdag constituency) ‏ (30 سبتمبر 2002 – 2 أكتوبر 2006).